# Бьянкини, Антонио
Антонио Бьянкини (итал. Antonio Bianchini; 18 сентября 1803, Рим — 27 февраля 1884, Рим) — итальянский литератор, живописец и теоретик искусства, автор эссе «О пуризме в искусстве» (Del purismo nelle Arti, 1843), имевшего значение манифеста нового художественного течения «пуризмa».

## Биография
Антонио Бьянкини, родом из Швейцарии, был сыном бедного римского торговца, бесплатно принят в Римскую семинарию (Seminario Romano), где отличился в классической латинской и греческой литературе, а затем окончил богословский факультет Римского университета. В 1827 году вместе с Филиппо Меркури и Джузеппе Канноньери он основал «Типографское общество» (Società Tipografica), которое впервые опубликовало шесть томов проповедей греческих Отцов церкви, переведённых самим Бьянкини на итальянский язык в стиле, отвечающем канонам литературного пуризма.
Типография также намеревалась публиковать издания итальянской классики XIV века, написанные выдающимися литераторами, такими как отец Чезари, но просуществовала недолго и обанкротилась в 1829 году. Бьянкини был принят в «Аркадскую академию» около 1830 года под именем Арджинто Мергарио. В 1866 году Бьянкини возглавил кафедру греческой литературы в Папском городском коллегиуме (Pontificio Collegio Urbano), которую он занимал до 1870 года.
Современники ценили его как знатока изобразительного искусства, живописца-миниатюриста, акварелиста и автора картин маслом преимущественно на религиозные сюжеты. Антонио Бьянкини написал алтарный образ для церкви Сантиссима-Тринита-дей-Пеллегрини в Риме. В декабре 1850 года ему было поручено восстановить Галерею географических карт в Ватикане. Между 1855 и 1860 годами он восстановил фрески капеллы в Соборе Орвието, работа, которая была прервана, когда Умбрия была присоединена к Королевству Италия.
Антонио Бьянкини вошёл в историю прежде всего как автор короткого сочинения «О пуризме в искусстве» (Del purismo nelle Arti, 1843), имевшего значение манифеста нового художественного течения «пуризмa».
В своей книге Бьянкини объединил ряд идей, уже высказанных им ранее, в 1838 году, а также в докладе, прочитанном в 1839 году в Римском обществе любителей и ценителей изящных искусств (Società romana degli amatori e cultori di Belle Arti). В живописи идеи пуристского движения отчасти согласуются с устремлениями художников общества назарейцев в Риме пару десятилетий ранее; поэтому сочинение Бьянкини, которое, однако, получило одобрение назарейцев Минарди, Овербека, а также Пьетро Тенерани, следует считать не «манифестом», а, скорее, обобщением уже существовавших идей.